# Schiedeella nagelii
Schiedeella nagelii är en orkidéart som först beskrevs av Louis Otho Otto Williams, och fick sitt nu gällande namn av Leslie Andrew Garay. Schiedeella nagelii ingår i släktet Schiedeella och familjen orkidéer. Inga underarter finns listade i Catalogue of Life.